# Alexander Löhr
Alexander Löhr, nemški vojni zločinec, vojaški pilot in general, * 20. maj 1885, Turnu-Severin, Romunija, † 26. februar 1947, Beograd, Jugoslavija.

## Napredovanja
- poročnik (18. avgust 1906)
- nadporočnik (1. november 1911)
- stotnik (1. marec 1915)
- major (1. julij 1920)
- podpolkovnik (1. januar 1921)
- polkovnik (20. julij 1928)
- generalmajor (25. september 1934)
- generalporočnik (24. marec 1938)
- general letalcev (25. marec 1939)
- generalpolkovnik (3. maj 1941)

## Odlikovanja
- viteški križ železnega križa (4., 30. september 1939)
- viteški križ železnega križa s hrastovimi listi (705., 20. januar 1945)
- k.u.k. Österr. Militär-Jubiläums-Kreuz 1848–1908
- k.u.k. Österr. Erinnerungs-Kreuz 1912/1913
- Ritterkreuz des K.u.K. Österr. Franz Joseph-Orden mit der Kriegsdekoration
- k.u.k. Österr. Militär-Verdienstkreuz III. Klasse mit der Kriegsdekoration und den Schwertern (maj 1915)
- k.u.k. Österr. Bronzene Militär-Verdienst-Medaille (Signum Laudis) am Bande des Militär-Verdienstkreuzes mit Schwertern
- k.u.k. Österr. Silberne Militär-Verdienst-Medaille (Signum Laudis) am Bande des Militär-Verdienstkreuzes
- Kgl. Bayer. Militär-Verdienstorden IV. Klasse mit Schwertern
- k.u.k. Österr. Verwundetenmedaille mit 4. Mittelstreifen
- Allgemeines Kärntnerkreuz für Tapferkeit
- Goldenes Ehrenzeichen für Verdienste um die Republik Österreich
- Österr. Kriegs-Erinnerungs-Medaille mit Schwertern
- Kgl. Ungar. Kriegs-Erinnerungs-Medaille mit Schwertern
- Ehrenkreuz für Frontkämpfer 1914/1918
- Wehrmacht-Dienstauszeichnung IV. Klasse
- 1939 železni križec I. razreda (25. september 1939)
- 1939 železni križec II. razreda (12. september 1939)
- Verwundetenabzeichen, 1939 in Silber
- Gemeinsames Flugzeugführer- und Beobachter-Abzeichen in Gold mit Brillanten
- Wehrmachtbericht (12. april 1941, 23. april 1941, 8. avgust 1941, 11. oktober 1941, 12. oktober 1941, 19. maj 1941, 20. maj 1941, 26. junij 1944. 19. januar 1945, 9. maj 1945)
- Grosskreuz des Kgl. Bulgar. Ordens vom Heiligen Alexander mit Schwertern
- Kgl. Rumän. Orden Michael der Tapfere III. Klasse (19. september 1941)
- Kommandeurkreuz des Kgl. Rumän. Orden Aeronautische Tugend mit Schwertern (11. oktober 1941)
- Kgl. Rumän. Orden Michael der Tapfere II. Klasse (29. julij 1942)
- Ärmelband Kreta
- Krimschild